# Арнольд Веймер
Арнольд Тинувич Веймер (ест. Arnold Veimer; нар. 20 червня 1903, Виймсі Іруської волості Хар'юського повіту — пом. 3 березня 1977, Таллінн) — естонський радянський економіст і державний діяч; доктор економічних наук з 1963 року, академік Академії наук Естонської РСР з 1967 року та її президент у 1968—1973 роках; голова Ради народних комісарів/Ради міністрів Естонської РСР у 1944—1951 роках. Обирався депутатом Верховної ради СРСР 1—3-го (1941—1954) та 5—6-го скликань (1958—1966) та Верховної Ради Естонської РСР 1—3-го (1940—1954) та 8-го скликань (1971—1975). Заслужений діяч науки Естонської РСР з 1973 року, Герой Соціалістичної Праці (19.06.1973).

## Життєпис
Народився 7 [20] червня 1903 року в маєтку Виймсі (нині у межах Таллінна, Естонія) в родині селянина-мірошника. Естонець. Здобув початкову освіту у волосній школі села Лагеді, потім навчався в міській гімназії Таллінна. З 1919 року брав участь в робітничому русі, належав до Комуністичної спілки молоді Естонії, працював експедитором редакцій робітничих газет.
У 1922 році закінчив Талліннську чоловічу гімназію і поступив на історичний факультет Тартуського університету.
З осені 1922 року — член нелегальної Комуністичної партії Естонії. Працював у «Єдиному фронті трудящих», був організатором Партії трудящих Естонії в місті Тарту. Працював в профспілці сільськогосподарських робітників організатором у повітах Валга, Виру і Петсері.
24 листопада 1923 року заарештований естонською поліцією в Тарту і засуджений на 6 місяців за комуністичну діяльність, а потім на «процесі 149 комуністів» в листопаді 1924 року засуджений на довічну каторгу. Замість каторги відбував ув'язнення у різних в'язницях Естонії. Амністований у травні 1938 року.
Після звільнення відразу ж був призваний на армійську службу в 7-й полк естонської армії. З липня 1938 року служив у робітничій роті в містах Виру і Тарту. У період служби зумів відновитись на заочному навчанні на економічному факультеті Тартуського університету. У січні 1940 року звільнений у запас, був членом підпільного Тартуського комітету КП Естонії. У червні 1940 року переїхав до міста Таллінна.
Після радянської окупації Естонії у 1940 році активно включився в роботу партійних і державних органів. 19—21 червня 1940 року був активним учасником «червневого перевороту», одразу після якого став головним редактором прорадянської газети «Рахва Хяель», депутатом і головою (липень—серпень 1940 року) Державної Думи Естонії (перетвореної на Верховну Раду Естонської РСР). З липня 1940 року також працював помічником голови Головного комітету із націоналізації банків і великих підприємств у Естонській РСР.
У серпні 1940—1942 роках — народний комісар легкої промисловості Естонської РСР. З 1941 року — член ЦК КП(б) Естонії. 12 січня 1941 року також обраний депутатом Верховної Ради СРСР 1-го скликання. У 1941 році закінчив заочно економічний факультет Тартуського університету.
Після початку німецько-радянської війни, перед вступом німецьких військ до Естонії, керував евакуацією Таллінна. Покинув місто на кораблях Балтійського флоту в останній день оборони Таллінна 28 серпня 1941 року, учасник Таллінського переходу Фінською затокою в Кронштадт. Потім, разом з урядом Естонської РСР, евакуйований до Челябінська, де працював позаштатним лектором ЦК КП(б) Естонії та уповноваженим ЦК КП(б) Естонії та РНК Естонської РСР. Учасник створення 8-го Естонського стрілецького корпусу. У липні 1942 року призначений заступником голови Ради народних комісарів Естонської РСР.
У серпні 1944 року разом із Радою народних комісарів Естонської РСР повернувся до Естонії. З 26 вересня 1944 року — голова Ради народних комісарів (з 1946 року — Ради міністрів) Естонської РСР. Виконав великий обсяг роботи з відновлення зруйнованої війною економіки республіки, а потім створення в ній сучасної промисловості замість переважаючого дрібнофабричного та кустарного виробництва довоєнного періоду. 29 березня 1951 року знятий з посади у ході компанії боротьби з «проявами місцевого націоналізму». Призначений директором Інституту економіки та права Академії наук Естонської РСР. З листопада 1952 року по березень 1954 року — директор Талліннського ремонтного заводу Міністерства сільськогосподарського машинобудування Естонської РСР.
Після смерті Йосипа Сталіна повернувся на роботу в органи державної влади. З березня 1954 року по червень 1957 року обіймав посаду заступника міністра сільського господарства Естонської РСР.
З 7 червня 1957 року по 20 жовтня 1965 року — голова Ради народного господарства Естонської РСР. Одночасно, з 7 червня 1957 по 23 серпня 1958 року — заступник голови Ради міністрів Естонської РСР.
З жовтня 1965 року по 22 квітня 1968 року — заступник голови Ради міністрів Естонської РСР.
У квітні 1968 — 3 березня 1977 року — президент Академії наук Естонської РСР.
Помер у Таллінні 3 березня 1977 року. Похований у Таллінні на Лісовому кладовищі.

## Твори
Автор праць з економіки Естонської РСР:
- «Проблеми народного господарства Естонської РСР» (1947);
- «Комплексний розвиток та спеціалізація промисловості Естонського економічного адміністративного району» (1961);
- «Розвиток промисловості Естонської РСР за семиріччя (1959—1965 роки)» (1967);
- «Соціалістична індустріалізація Естонської РСР» (1958).

Залишив мемуари «Мрії і звершення» (1974).

## Нагороди
Указом Президії Верховної Ради СРСР від 19 червня 1973 року за видатні заслуги в розвитку наукових сил республіки і у зв'язку з сімдесятиріччям з дня народження Арнольду Веймеру присвоєно звання Героя Соціалістичної Праці з врученням ордена Леніна (№ 421 518) і медалі «Серп і Молот» (№ 15 295).
Нагороджений ще трьома орденами Леніна (18 червня 1946; 20 липня 1950; 1 жовтня 1965), двома орденами Трудового Червоного Прапора (1 березня 1958; 19 червня 1963), орденом Жовтневої Революції (20 липня 1971), орденом Вітчизняної війни I ступеня (1 лютого 1945).